# Сухоцин (Мазовецьке воєводство)
Сухоцин (пол. Suchocin) — село в Польщі, у гміні Яблонна Леґьоновського повіту Мазовецького воєводства.
Населення — 260 осіб (2011).
У 1975-1998 роках село належало до Варшавського воєводства.

## Демографія
Демографічна структура станом на 31 березня 2011 року:
|          | Загалом | Допрацездатний вік | Працездатний вік | Постпрацездатний вік |
| -------- | ------- | ------------------ | ---------------- | -------------------- |
| Чоловіки | 127     | 25                 | 90               | 12                   |
| Жінки    | 133     | 24                 | 82               | 27                   |
| Разом    | 260     | 49                 | 172              | 39                   |